# Gianluca Maria
Gianluca Gianenni Maradona Maria (Venray, 28 giugno 1992) è un ex calciatore olandese, di ruolo attaccante.